# Goodridge Roberts
Pour les articles homonymes, voir Roberts.
William Goodridge Roberts est un peintre canadien né à la Barbade (Antilles) le 24 septembre 1904 et mort à Montréal le 28 janvier 1974.

## Biographie
Né le 24 septembre 1904 à La Barbade, Goodridge Roberts est peintre, aquarelliste et dessinateur. Il est connu pour ses représentations des champs et des collines du Québec.
Issu d’une famille de poète, il a reçu sa formation de l'École des beaux-arts de Montréal de 1923 à 1925 et de l'Art Students League de New York de 1926 à 1928 où il étudie avec John Sloan, Max Weber et Boardman Robinson qui lui enseignent le travail des modernistes français et des primitifs italiens tels que Giotto. 
Il a été le premier artiste résidant à l'Université Queen's de 1933 à 1936.
À la fin de ses études, il travaille comme dessinateur pendant un an avant de s’installer à Ottawa en 1930.
Il enseigne ensuite l’art à l’Ottawa Art Association où il peut également exposer ses œuvres. Il crée ensuite une école d’art d’été près de Wakefield, dans la vallée de Gatineau.
Il expose pour la première fois en solo en 1932, au Club des Arts de Montréal. Quatre années plus tard, après avoir passé un certain temps à l’université Queen’s de Kingston, à titre d’artiste en résidence, il s’installe à Montréal, où il rejoint Ernest Neumann pour procéder à l’ouverture de la Roberts-Neumann School of Art.
En 1938, il devient membre fondateur de l'Eastern Group of Painters  et de la Société d’art contemporain en 1939. 
Pendant presque dix ans, il enseigne à l’Art Association de Montréal, excepté pendant une interruption de deux ans au cours de la Deuxième Guerre mondiale durant laquelle il vit en Angleterre où il est peintre de guerre officiel. 
En 1953, Goodridge Roberts obtient une bourse d’études qui lui permet d’aller peindre en Europe, où il passe quelques mois à Paris, en Italie et à Agay, sur la Côte d’Azur. 
En 1959, il est le premier artiste en résidence à l’Université du Nouveau-Brunswick. Il expose alors à la Galerie L'Art français.
En 1969, le Musée des beaux-arts du Canada présente une rétrospective de ses œuvres, ce qui est alors inhabituel pour un artiste toujours vivant[pourquoi ?].

## Distinctions
- 1957 : Prix Jessie Dow de la meilleure aquarelle pour l'œuvre Baie georgienne lors du 74e Salon du Printemps du Musée des beaux-arts de Montréal[4]